# Манифест о свободе предпринимательства
Манифест о свободе предпринимательства от 17 марта 1775 года — законодательный акт Екатерины II, подписанный в честь заключения мира с Османской империей после победы над ней в русско-турецкой войне 1768—1774 годов. Снимал сборы с добытчиков пушнины, рыбы, птицы, разрешал заниматься кузнечным делом и заводить «всякого рода станы и рукоделия». Кроме того, всем прощалось участие в крестьянской войне 1773—1775, а беглым крестьянам дозволялось вернуться на места прежней службы в течение 1775—1776 годов без опасности быть наказанными.
Правильное название документа — «Манифест о высочайше дарованных разным сословиям милостях, по случаю заключенного мира с Портою Оттоманскою».
Согласно манифесту русское купечество выделялось в особую корпорацию, формируемую исключительно по уровню материального благосостояния. Манифест был дополнен именным указом императрицы от 25 мая 1775 года, вводящим конкретные границы объёма капиталов, определяющих принадлежность к той или иной купеческой гильдии.